# 藤田貞次
藤田 貞次 （ふじた ていじ、1905年2月17日 – 1976年11月8日）は、日本のジャーナリスト。
東京書籍取締役、東京教育研究所理事。

## 略歴
明治38年（1905年）福井県遠敷郡雲浜村（現・小浜市）西山手で出生。小浜市立雲浜小学校、旧制小浜中学校、第四高等学校文科を経て、京都大学文学部哲学科、同大学院卒業。
昭和7年 – 朝日新聞社（大阪）入社、学芸部員、昭和22年から23年3月まで図書編集部次長。
昭和24年 – 東京書籍株式会社取締役、編集部長。
昭和28年 – 東京教育研究所理事、専務理事。昭和39年12月 – 東京書籍株式会社退任。

## 著書
- 美・批評　昭和6年11月号